# Magnet (motorfiets)
Magnet is een historisch motorfietsmerk.
De bedrijfsnaam was: Magnet motoren AG, Berlin-Weißensee.
Dit was een Duits merk dat vanaf 1903 motorfietsen produceerde met inbouwmotoren van Adler, Minerva, Fafnir, maar ook met eigen tweecilindermotoren. Waarschijnlijk werden na de Eerste Wereldoorlog geen motorfietsen geproduceerd. Magnet probeerde het nog met een 789 cc automobiel, maar sloot in 1924 de poort.